# Xian de Jiangle
Le xian de Jiangle (将乐县 ; pinyin : Jiānglè Xiàn) est un district administratif de la province du Fujian en Chine. Il est placé sous la juridiction de la ville-préfecture de Sanming.

## Démographie
La population du district était de 168 957 habitants en 1999.